# Epicyon
Epicyon es un género extinto de cánido de la subfamilia Borophaginae, nativo de América del Norte. Vivió durante el Mioceno Inferior hasta el Mioceno Superior (desde hace 20,6 hasta 5,3 millones de años). Epicyon existió durante cerca de 15,5 millones de años.
Epicyon fue uno de los últimos borofagínidos y compartía su hábitat en América del Norte con otros cánidos: Borophagus (23,3—3,6 millones de años), Paratomarctus (16,3—5,3 millones de años), Carpocyon (20,4—3,9 millones de años), Aelurodon (23,03—4,9 millones de años), y el primer lobo, Canis lepophagus que apareció hace 10,3 millones de años.

## Taxonomía
El género Epicyon fue establecido por Joseph Leidy en 1858 como un subgénero de Canis. También se le ubicó en Aelurodontina por William Diller Matthew & Stirton en 1930.

## Rango fósil
Los especímenes fósiles se distribuyen en América del Norte desde Florida hasta Alberta, Canadá y California; desde Nebraska y Kansas hasta Nuevo México y Texas.

## Especies
- Epicyon aelurodontoides: existió desde hace 10,3 hasta hace 4,9 millones de años (durante 5,4 millones de años). Fue designado por X. Wang et al. en 1999. Se descubrió inicialmente al sur del rancho Young Brothers, en Kansas.

- Epicyon haydeni: existió desde hace 20,6 hasta 5,3 millones de años; es sinónimo de Aelurodon aphobus, Osteoborus ricardoensis, Osteoborus validus, Tephrocyon mortifer, fue designado por Joseph Leidy como un subgénero. Fue recombinado como Aelurodon haydeni por Scott y Osborn en 1890. Fue estudiado posteriormente por Matthew en 1899, Matthew y Gidley en 1904, VanderHoof y Gregory en 1940, McGrew en 1944, Bennett en 1979, (1979) y Becker (1980). Fue recombinado de nuevo como Epicyon haydeni por Baskin en 1980, Voorhies en 1990, (1990), Baskin (1998), Wang et al. en 1999.
  - Morfología: el ejemplar más grande conocido tenía un peso estimado de 170 kg.[3]

- Epicyon saevus: existió desde hace 16,3 hasta 4,9 millones de años. Es sinónimo de Aelurodon inflatus. Fue designado por Joseph Leidy en 1858 o 1859. A finales de la década de 1880 y principios de 1900, Scott, Matthew, Cope y Matthew, Troxell recombinaron la especie como Aelurodon saevus. Fue recombinado como Epicyon saevus por Baskin en 1980, Munthe en 1989, Voorhies en 1990, y Wang et al. en 1999.
  - Morfología: el peso de un espécimen fue estimado en 50,8 kg. De un segundo ejemplar se estimó un peso de 44.8 kg.